# Francisco Jerónimo Coelho e Sousa
Francisco Jerónimo Coelho e Sousa (Santa Cruz da Graciosa, 1802 — Fajã de Baixo, 1 de setembro de 1888) foi um bacharel em leis pela Universidade de Coimbra em 1825 e magsitrado judicial que terminou a sua carreira como juiz conselheiro do Supremo Tribunal de Justiça.

## Biografia
Foi juiz do Supremo Tribunal de Justiça, juiz de Direito da Comarca Ocidental [da Madeira] e deputado pelos Açores em 1843.
Foi juiz Conselheiro em 1882, juiz Desembargador em 1861, sendo depois Juiz Presidente do Tribunal da Relação dos Açores em 1872 e foi como juiz aposentado do Supremo Tribunal de Justiça que faleceu.

## Relações familiares
Foi filho de Fructuoso José Coelho e de D. Francisca Leocádia Correia da Silva e casou por duas vezes, o primeiro casamento foi no Funchal, São Pedro, ilha da Madeira no dia 2 de Dezembro de 1843 com D. Virgínia Eduarda Adelaide da Silva. O segundo casamento foi na Matriz de São Sebastião da cidade de Ponta Delgada, no dia 4 de Setembro de 1882 com D. Maria Francisca Polónia, nascida em 1827.
Foi pai de 6 filhos. Do primeiro casamento teve:
1. Francisco Jerónimo Coelho e Sousa Jr (26 de Setembro de 1844 -?) e casado com D. Elvira Bettencourt de Sampayo Dart.
2. João (14 de Outubro de 1845 -?)
3. Julião (1 de Dezembro de 1847 -?)

Do segundo casamento teve:
1. Francisco José Coelho e Sousa (1859 - ?) casado com D. Maria Madalena Botelho da Rosa.
2. D. Francisca Leocádia Coelho e Sousa (20 de Abril de 1861 -?) casada com José Maria da Silveira Borges de Vasconcelos.

Extra matrimónio, teve de D. Ana Leocádia Pestana, natural de Aljustrel, Messejana:
1. Elisa Coelho de Sousa, (Funchal, São Pedro, ilha da Madeira, 1844 - ?) casada com José Chalupa.